# 4535 Adamcarolla
4535 Adamcarolla è un asteroide della fascia principale. Scoperto nel 1986, presenta un'orbita caratterizzata da un semiasse maggiore pari a 2,7905983 UA e da un'eccentricità di 0,1563358, inclinata di 7,75498° rispetto all'eclittica.